# Fissidens vitreo-limbatus
Fissidens vitreo-limbatus är en bladmossart som beskrevs av C. Müller 1897. Fissidens vitreo-limbatus ingår i släktet fickmossor, och familjen Fissidentaceae. Inga underarter finns listade i Catalogue of Life.